# Osmund Bopearachchi

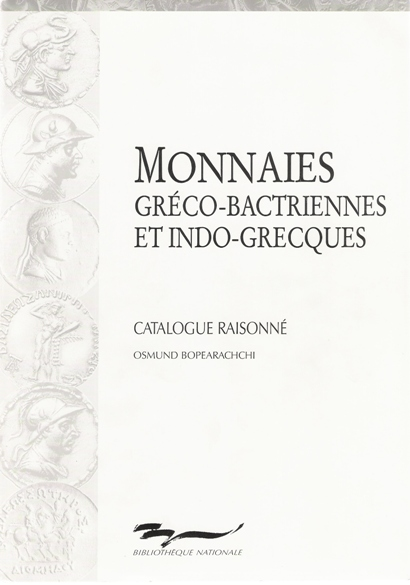
.

Osmund Bopearachchi est un historien et numismate, né le 4 décembre 1949 au Sri Lanka, spécialisé dans les monnaies des royaumes indo-grec et gréco-bactrien.

## Biographie
Originaire de Sri Lanka, il a fini ses études en France. En 1983, il a rejoint une équipe du CNRS à l'École normale supérieure pour continuer ses études. En 1989, il est chargé de recherche puis, depuis 1999, directeur de recherche au CNRS.
En 1991, Bopearachchi a publié Monnaies gréco-bactriennes et indo-grecques. Catalogue raisonné, ouvrage de 400 pages devenu la référence dans son domaine. Ses conclusions sont fondées sur une analyse numismatique détaillée (lieux de découverte, surfrappes, monogrammes, métallurgie, styles), les écritures classiques, les  écritures indiennes et les preuves épigraphiques. Le livre a reçu le prix Mendel[Lequel ?] de la recherche historique décerné par l'Académie française des Inscriptions et Belles-Lettres, et la Bhagawanlal Indrajii Silver Medal décernée par l'Indian Coin Society, pour la meilleure publication numismatique indienne de l'année en 1992.

## Publications
- Monnaies gréco-bactriennes et indo-grecques. Catalogue raisonné, Bibliothèque nationale de France, 1991 (ISBN 2717718257).
- (en) Catalogue of Indo-Greek, Indo-Scythian and Indo-Parthian Coins of the Smithsonian Institution  (avec J. Cribb), Washington (district de Columbia), 1993, 140 p.Lhotka Prize (en), 1993, Royal Numismatic Society
- (en) Pre-Kushana Coins in Pakistan  (avec A. ur Rahman), Karachi, Iftikhar Rasul IRM Associates, 1995, 237 p.Prix Allier De Hauteroche, Académie française des Inscriptions et Belles-Lettres, 1997
- (en) Ancient Indian Coins  (W. Pieper), vol. 11, Turnhout, Brepols, 1998, 289 p..
- (en) Sylloge Nummorum Graecorum. Graeco-Bactrian and Indo-Greek Coins. The Collection of the American Numismatic Society  (Part 9), New York, 1998, 94 p.Prix Drouin, Académie française des Inscriptions et Belles-Lettres, 2002
- (en) Ruhuna. An Ancient Civilisation Re-visited. Numismatic and Archaeological Evidence on Inland and Maritime Trade  (avec R.M. Wickremesinhhe), Colombo, 1999, 140 p..
- (en) An Indo-Greek and Indo-Scythian Coin Hoard from Bara (Pakistan), Seattle, 2003, 104 p.
- Le Portrait d’Alexandre. Histoire d’une découverte pour l’humanité  (Philippe Flandrin), Monaco, Éditions du Rocher, 2005, 267 p.